# Осада Иерусалима (1244)
Оса́да Иерусали́ма (1244) своим итогом имела завоевание города хорезмийскими наёмниками Айюбидов.

## История
Шестой крестовый поход в 1228—1229 годах на Святую Землю возглавил Фридрих II, император Священной Римской империи. Он заявил свои права на титул короля Иерусалима, так как его жена королева Иоланта Иерусалимская унаследовала титул «королевы Иерусалима» от своей матери Марии Монферратской, супруги Жана де Бриенна.
Размера армии Фридриха II и его репутации в исламском мире было достаточно, чтобы без насилия вновь завладеть Иерусалимом, Вифлеемом, Назаретом и рядом других близлежащих замков. Эти владения были получены по договору с султаном Аль-Камилем из династии Айюбидов. Однако Иерусалим во власти христиан оставался недолго, так как у христиан не было достаточно территорий вокруг, чтобы обеспечить безопасность города.
Айюбиды предложили хорезмийским кланам отвоевать город. Во время осады и последующего падения города 15 июля 1244 года хорезмийцы полностью разрушили Иерусалим, оставив его в руинах, так что город стал практически бесполезен как для христиан, так и для мусульман. Этим кровопролитием был вызван Седьмой крестовый поход под предводительством Людовика IX, но в рамках этого крестового похода было достигнуто немногое, исключая то, что  главные враги крестоносцев, Айюбиды и хорезмийцы, в 1250 году были заменены на более сильных мамлюков.